# These Boots Are Made for Walkin’
«These Boots Are Made for Walkin’» — сингл американской певицы Нэнси Синатры из её дебютного альбома Boots, выпущенный 22 февраля 1966 года. Песня была написана музыкантом Ли Хезлвудом. Она стала хитом № 1 в США и Великобритании, достигнув первого места в Billboard Hot 100 и UK Singles Chart.
Кавер-версии песни разных исполнителей были выпущены в различных стилях. Наиболее известными являются песни Джессики Симпсон, Джери Халлиуэлл, певицы Джуэл, групп Megadeth, Operation Ivy и KMFDM.

## Версия Нэнси Синатры
Нэнси Синатру воодушевило исполнение песни её автором, Ли Хезлвудом. В создании музыки принимали участие музыканты «The Wrecking Crew».
Песня была выпущена вторым синглом из её дебютного альбома, Boots, и получила мгновенный успех. В конце февраля 1966 года песня возглавила Billboard Hot 100, после чего начала покорять чарты по всему миру.
Когда сингл был впервые выпущен, некоторые думали, что он непосредственно связан с забастовкой работников метро в Нью-Йорке в 1966 году.
Используется в ряде саундтреков фильмов (в частности, Цельнометаллическая оболочка (1987), Остин Пауэрс: Человек-загадка международного масштаба (1997), Круэлла (2021) и др.).

### Позиции в чартах
| Чарт (1966)                 | Макс. позиция |
| --------------------------- | ------------- |
| U.S. Billboard Hot 100      | 1             |
| UK Singles Chart            | 1             |
| Australia Kent Music Report | 1             |
| Italian Singles Chart       | 3             |

### Сертификации
| Регион | Сертификация | Продажи    |
| --- | ------------ | ---------- |
| Германия · physical sales | —            | 400,000    |
| Нидерланды | —            | 100,000    |
| Великобритания · physical sales | —            | 250,000    |
| Великобритания (BPI) · sales since 2004                                                                                                   | Серебряный   | 200 000    |
| США (RIAA) | Золотой      | 1 000 000^ |
| Итого |              |            |
| Мир | —            | 4,000,000  |
| ^ Данные о тиражах приведены только на основе сертификации. · Данные о продажах + прослушиваниях приведены только на основе сертификации. |              |            |

## Версия Megadeth
В 1985 году метал-группа Megadeth перепела песню, включив её в дебютный альбом Killing Is My Business… and Business Is Good!, а также в 2002 году в его переизданную версию. Их кавер, под названием «These Boots», была больше пародией, чем кавер-версией, и имела изменённый текст. Все партии соло-гитары исполнял Крис Поланд.
Когда альбом стал хорошо продаваться, автор песни, Ли Хезлвуд, начал требовать, чтобы песня была убрана из альбома, поскольку была «извращена от оригинала». Гитарист и фронтмен группы, Дэйв Мастейн, предложил Хезлвуду ежегодный гонорар, прежде чем тот подал жалобу, согласившись исключить песню из новых штамповок альбома. Когда в 2002 году альбом был переиздан, песня подверглась цензуре и была включена в качестве бонус-трека. В 2011 году была записана концертная версия без цензуры и выпущена в рамках 25-го ежегодного переиздания альбома Peace Sells… but Who’s Buying?. А 8 июня 2018 года вышла ремастированная версия альбома Killing is My Business, где был перезаписан вокал и использован оригинальный текст.

## Версия Джери Халлиуэлл
В 2000 году певица Джери Халлиуэлл записала песню для саундтрека к мультфильму «Карапузы в Париже». В том же году кавер-версия была включена на сторону «Б» четвёртого сингла «Bag It Up» с дебютного альбома Schizophonic.

## Версия Джессики Симпсон
В 2005 году Джессика Симпсон записала кавер-версию песни в качестве саундтрека к фильму «Придурки из Хаззарда». Песня была спродюсирована дуэтом Джимми Джем и Терри Льюис и выпущена как первый сингл с альбома саундтреков, став пятым синглом Симпсон, вошедшим в двадцатку Billboard Hot 100.

### Музыкальное видео
Клип, режиссёром которого стал Бретт Ратнер, вызвал некоторые разногласия из-за сексуальных образов, из-за обилия которых клип был запрещён во всех странах Ближнего Востока и Северной Африки, за исключением Алжира, Израиля, Ирака, Ливана и Турции. В Малайзии видео было отредактировано, и удалены некоторые сцены.

### Появление в чартах
Сингл достиг 14-й позиции в Billboard Hot 100 в США, а в конце 2005 года RIAA дала ему золотой статус, с более чем 500 000 скачиваний. Несмотря на то, что цифровые загрузки были высокими, радиоротация была низкой. В связи с этим, песня резко опустилась в Billboard Hot 100, но при этом стал цифровым синглом номер один в Hot Digital Songs. Он попал в десятку Pop 100, и стал первым синглом Симпсон, попавшим в чарт. 11 декабря 2006 года синглу снова был присвоен статус золотого от RIAA, на этот раз на Epic Records. В общей сложности, сингл был скачан 1 миллион раз.
«These Boots Are Made for Walkin» получил международный успех, войдя в пятёрку в ряде европейских стран. Песня стала самым большим хитом Симпсон в Австралии, где она достигла 2-й позиции и оставалась в Топ-40 на протяжении 24 недель. В Ирландии сингл также достиг 2-го места. Сингл вошёл в пятёрку в Великобритании, где достиг 4-й позиции и стал самым популярным синглом Симпсон на этой территории, вошёл в десятку в European Hot 100 Singles (в Бельгии и Новой Зеландии) и в первую двадцатку в Австрии, Швейцарии и Германии. На конец 2005 года в Великобритании было продно 69 500 копий сингла.

### Позиции в чартах

#### Недельные чарты
| Чарт (2005)                                | Макс. позиция |
| ------------------------------------------ | ------------- |
| Австралия (ARIA)                           | 2             |
| Австрия (Ö3 Austria Top 40)                | 12            |
| Бельгия/Валлония (Ultratip Bubbling Under) | 14            |
| Бельгия/Фландрия (Ultratip Bubbling Under) | 10            |
| Canada (Canadian Singles Chart)            | 29            |
| European Hot 100 Singles                   | 7             |
| Germany (Media Control AG)                 | 17            |
| Greece (IFPI)                              | 18            |
| Ирландия (IRMA)                            | 2             |
| Netherlands (Dutch Top 40)                 | 35            |
| Нидерланды (Single Top 100)                | 27            |
| Новая Зеландия (Recorded Music NZ)         | 10            |
| Romania (Romanian Top 100)                 | 81            |
| Швейцария (Schweizer Hitparade)            | 16            |
| Великобритания (OCC UK Singles)            | 4             |
| США (Billboard Hot 100)                    | 14            |
| США (Billboard Pop Airplay)                | 34            |
| США (Billboard Dance Club Songs)           | 35            |
| US Pop 100 (Billboard)                     | 12            |

#### Ежегодные чарты
| Страна                  | Позиция |
| ----------------------- | ------- |
| Australia (ARIA) (2005) | 16      |
| Australia (ARIA) (2006) | 85      |
| German Singles Chart    | 131     |
| Ireland (IRMA)          | 19      |
| UK Singles Chart        | 78      |
| US Hot Digital Songs    | 60      |
| US Pop 100              | 99      |

### Сертификация
| Регион | Сертификация | Продажи  |
| --- | ------------ | -------- |
| Австралия (ARIA) | Платиновый   | 70 000^  |
| Новая Зеландия (RMNZ) | Золотой      | 5000*    |
| США (RIAA) | Золотой      | 500 000* |
| США (RIAA) · Mastertone                                                                                                  | Золотой      | 500 000* |
| * Данные о продажах приведены только на основе сертификации. ^ Данные о тиражах приведены только на основе сертификации. |              |          |